# جوني هينسون
جوني هينسون هي مغنية أوبرا ومغنية كندية، ولدت في 31 مايو 1977.